# Cambio de tarea (psicología)
El cambio de tarea, o cambio de conjunto, es una función ejecutiva que implica la habilidad de cambiar inconscientemente la atención de una tarea a otra.

En contraste, el cambio cognitivo es una función ejecutiva muy similar, pero esta implica un cambio consciente (no inconsciente) en la atención. Juntas, estas dos funciones son subcategorías del concepto más amplio de flexibilidad cognitiva.
El cambio de tarea le permite a la persona adaptarse a diferentes situaciones rápida y eficazmente. A menudo es estudiado por psicólogos cognitivos y experimentales, y puede ser probado experimentalmente usando tareas como la Prueba de clasificación de tarjetas de Wisconsin. Los déficits en el cambio de tarea son comúnmente observados en pacientes con enfermedad de Parkinson,  y en aquellos con espectro autista.

## Antecedentes e historia
El comportamiento humano y la cognición se caracterizan por la habilidad de adaptarse a un entorno dinámico, ya sea en atención, acción o ambos. Esta habilidad de cambiar de forma adaptativa la atención y la acción se ha investigado en laboratorio desde el primer uso del paradigma de cambio de tareas por Jersild (1927).  Este paradigma examina los procesos de control que reconfiguran los recursos mentales para un cambio de tarea al requerir que los sujetos completen un conjunto de operaciones de entrelazado simples pero atractivas que deben realizarse en una secuencia alterna o repetitiva.

### Cambio de Costo
El rendimiento en estas tareas se interrumpe cuando se requiere un cambio de una tarea a otra. Esta interrupción se caracteriza por un rendimiento más lento y una disminución de la precisión en una tarea determinada A en una prueba que sigue al rendimiento de una tarea B diferente (prueba "alterna" o "cambio") en comparación con el rendimiento en la tarea A cuando sigue a otra prueba de la tarea A (prueba de "repetición"). La diferencia en precisión y rendimiento entre una repetición de tarea (A-A) y un cambio de tarea (A-B) se conoce como el costo de cambio. El costo del cambio permanece incluso cuando existe una amplia advertencia de un próximo cambio, por lo que se cree que refleja el funcionamiento de numerosos procesos de control ejecutivo que van desde cambios de atención, recuperación de objetivos, procesos de reconfiguración de conjuntos de tareas e inhibición del conjunto de tareas anterior.

### Procedimiento de Tarea Alterna de Jersild (1927)
Este paradigma supone que el procesamiento es el mismo en las pruebas de repetición y alternancia, pero para el proceso de cambio. Rogers y Monsell (1995) sugirieron que los ensayos de alternancia ponen más exigencias en la memoria de trabajo porque los sujetos deben recordar dos tareas en las pruebas de alternancia, pero solo una en los ensayos de repetición. Para superar estos problemas, se introdujo el procedimiento de ejecuciones alternativas en el que los sujetos alternan entre series cortas de tareas diferentes (por ejemplo, AABBAABB). Las repeticiones se producen dentro de las ejecuciones (por ejemplo, AA, BB), y las alternancias ocurren entre las ejecuciones (por ejemplo, AB, BA). La carga de memoria y el requerimiento de monitoreo son los mismos para repeticiones y alternancias.

### Conjunto de Tareas
Un conjunto de tareas se define como la intención efectiva de realizar una tarea, que se realiza configurando el estado mental de uno (por ejemplo, la atención) para que esté de acuerdo con las operaciones específicas que demanda la tarea. Las tareas que se han utilizado para definir estos conjuntos de tareas incluyen: categorización de números, letras o símbolos; identificación de colores o palabras (por ejemplo, usando estímulos de efecto Stroop); juicios de ubicación; tareas de memoria semántica y episódica; y problemas aritméticos.

## Teorías

### Control Ejecutivo de Procesamiento

#### Reconfiguración del Conjunto de Tareas
Esta teoría asume que una vez que se implementa el conjunto de tareas, permanece en un estado de activación dado hasta que se deba cambiar, como cuando se presenta una nueva tarea. En consecuencia, los proponentes argumentan que los costos de cambio surgen de un proceso endógeno de control ejecutivo que reconfigura el sistema cognitivo para implementar el conjunto de tareas relevantes para las alternancias de tareas.

### Procesos Automáticos

#### Inercia del Conjunto de Tareas
Para lograr la estabilidad del comportamiento frente a la interferencia, se necesitan conjuntos de tareas fuertemente activados. Sin embargo, los conjuntos de tareas fuertemente activados también deberían ser particularmente difíciles de eliminar. En consecuencia, los conjuntos de tareas persisten en el tiempo e interfieren proactivamente con el establecimiento de nuevas configuraciones de conjuntos de tareas (ver interferencia proactiva). Esta activación residual de conjuntos de tareas en la memoria a partir de la ejecución reciente de una tarea puede contribuir a influencias automáticas en la realización de una nueva tarea más allá del control voluntario. Por ejemplo, se ha propuesto que las tareas menos practicadas requieren más soporte en la memoria que dará lugar a una mayor inercia del conjunto de tareas y, por lo tanto, se puede esperar que produzca interferencia más proactiva, lo que resulta en mayores costos de conmutación cuando se aleja de la tarea menos practicada. La investigación futura debe determinar si los procesos activos o pasivos superan la inercia del conjunto de tareas.

#### Inhibición del Conjunto de Tareas
Afirma que el cambio entre tareas requiere que la tarea recién completada se suprima para permitir que se complete una nueva tarea. El apoyo a la teoría proviene de investigaciones que han observado tiempos de respuesta más grandes al regresar a una tarea después de una tarea intermedia que al completar tres o más tareas diferentes seguidas: evidencia sólida contra las teorías de activación.  Por ejemplo, para las tareas A, B y C, los tiempos de respuesta para la tercera tarea serán más lentos en el caso de una secuencia A-B-A que de una secuencia C-B-A. En una serie de experimentos se demostró que este proceso inhibitorio no es el resultado del cebado, por lo que no es un proceso automático. Se cree que la inhibición incompleta es responsable de los costos residuales que se producen incluso después de largos intervalos de cue-estímulo.

#### Preparación del Conjunto de Tareas
La mayoría de los experimentos de cambio de tareas utilizan los mismos estímulos para ambas tareas  (por ejemplo, imágenes para tareas de juicio de ubicación o palabras para tareas de juicio semántico), por lo que los estímulos actuales pueden cebar (hacer más disponible) el conjunto de tareas anterior. En consecuencia, enfrentar el mismo estímulo en diferentes tareas produce costos cognitivos, y pueden ser principalmente estos costos los que se miden por costos de cambio. Los estudios han encontrado que la no ambigüedad de los estímulos (y la no superposición de respuestas) con respecto a cada una de las posibles tareas es suficiente para eliminar los costos del cambio de tareas en algunos casos. Un desafío importante para la investigación futura es determinar si los procesos activos o pasivos superan la preparación de conjuntos de tareas.

## Costo del cambio

### Indicación explícita de tareas para explorar los costos de cambio
El procedimiento explícito de indagación de tareas se desarrolló para investigar el curso temporal del cambio de tareas. El intervalo entre la presentación de la clave que indica qué tarea realizar y la presentación del estímulo objetivo se puede manipular para demostrar el efecto del tiempo de procesamiento disponible en el rendimiento.

### Dos modelos explican los efectos de las señales en los costos de cambio

#### Modelo de conmutación de tareas
Este modelo de conmutación de tareas asume el rol de control ejecutivo. Si la señal se repite, el ejecutivo no hace nada y el objetivo se procesa de acuerdo con el conjunto de tareas del ensayo anterior. Si la señal se alterna, el ejecutivo cambia de tareas antes de procesar el objetivo. El cambio lleva tiempo y crea un costo de cambio. Predice tiempos de reacción (RT) iguales para repeticiones de cue y repeticiones de tareas, y RT más lentos para las alternaciones de tareas porque esta es la única condición en la que realmente ocurren los cambios de tareas .

#### Modelo de estímulo compuesto
Este modelo no asume el control ejecutivo. La referencia y el objetivo especifican conjuntamente una respuesta única en cada prueba, por lo que los sujetos pueden codificar la referencia y el objetivo y elegir la respuesta asociada con el compuesto. No es necesario cambiar de tarea. Las señales se codifican más rápido en las pruebas de repetición que en las pruebas de alternancia porque la codificación se beneficia de la repetición. Los costos de los conmutadores reflejan los beneficios de codificación en las pruebas de repetición, no el cambio de tareas, por lo que predice tiempos de reacción (RT) más rápidos para las repeticiones de referencia que para las repeticiones de tareas, y los RT iguales para las repeticiones de tareas y las alternaciones de tareas.

### Evidencia experimental

#### Soporte para ningún control ejecutivo
Para distinguir los dos modelos, los experimentos usaron dos claves para cada tarea con tres tipos de pruebas: repeticiones de señal, en las que la señal actual era la misma que la señal anterior; repeticiones de tareas, en las que la señal actual era diferente de la señal anterior pero especificaba la misma tarea; y alternancias de tareas, en las que la señal actual era diferente de la señal anterior y especificaba una tarea diferente. Los datos mostraron grandes diferencias en los tiempos de reacción (RT) entre las repeticiones de las claves y las repeticiones de tareas (la misma tarea, diferentes claves), y diferencias insignificantes entre las repeticiones de las tareas y las alternaciones de tareas, compatibles con el modelo de estímulo compuesto. Por lo tanto, es posible que los costos de cambio observados en el procedimiento explícito de búsqueda de tareas no reflejen los procesos ejecutivos.